# Gheorghe Anghel (Musiker)
Gheorghe „Caliu“ Anghel (* 1960 in Clejani, Kreis Giurgiu) ist ein rumänischer Geiger. Er ist ehemaliges Mitglied der Band Taraf de Haïdouks und leitet aktuell die Nachfolgeband Taraf de Caliu.

## Leben
Anghel Gheorghe entstammt einer Musikerfamilie der Minderheit der Roma. Bereits in frühen Jahren erlernte er das Geigespielen und musizierte mit 8 Jahren im Taraf de Haïdouks. Nach der Entdeckung der Band im Jahr 1989 durch den Filmkomponisten Stéphane Karo und Michel Winter erhielt die Band internationale Engagements und Filmauftritte. Anghel spielte zusammen mit den anderen Bandmitgliedern in dem Film In stürmischen Zeiten, wo sie Johnny Depp trafen und beeindruckten. Depp lud sie daraufhin zu einem Privatkonzert in sein Haus ein. Anghel Gheorghe hat einen Sohn, Robert Gheorghe, der in der Band Taraf de Caliu singt. 

## Diskografie
- Musiques de Tziganes de Roumanie (Crammed Discs, 1991)
- Honourable Brigands, Magic Horses And Evil Eye (Crammed Discs, 1994)
- Dumbala Dumba (Crammed Discs, 1998)
- Taraf de Haïdouks (Compilation erschienen auf Nonesuch Records, 1999)
- Band of Gypsies (Crammed Discs, 2001)
- The Continuing Adventures Of Taraf de Haïdouks (CD+DVD, Crammed Discs, 2006)
- Maškaradǎ (Crammed Discs, 2007)
- Of Lovers, Gamblers And Parachute Skirts (Crammed Disc, 2015)

## Filmografie
- Taraf de Haïdouks – Les Bandits justiciers (1996)

- The Esseker File (2009)
- Das Konzert (2009)